# Падош, Дьюла
Дью́ла Па́дош (венг. Pados Gyula; 2 апреля 1969, Будапешт) — венгерский кинооператор.

## Биография
Работал ассистентом у Вилмоша Жигмонда. Учился в Академии театра и кино в Будапеште, снял там как кинорежиссёр короткометражную ленту «Рассвет», получившую премии в Оберхаузене, Мюнхене и Потсдаме.
Снимает фильмы как в Венгрии, так и за её рубежами.

## Избранная фильмография
- 1998 — Страхование / Biztosítás(Нимрод Антал, короткометражный)
- 2000 — Отель Сплендид / Hotel Splendide (Теренс Гросс, премия за лучшую операторскую работу на МКФ в Ситжесе)
- 2002 — Сердце моё / The Heart of Me (Таддеус О’Салливен)
- 2003 — Контроль / Kontroll (Нимрод Антал, Серебряная камера и премия молодёжного жюри на МКФ братьев Манаки в Македонии, Золотой лебедь на Копенгагенском МКФ)
- 2005 — Без судьбы / Sorstalanság (Лайош Кольтаи, Золотая лягушка на МКФ в Лодзи, Золотой лебедь на Копенгагенском МКФ, номинация на Европейскую кинопремию за лучшую операторскую работу)
- 2006 — Основной инстинкт 2 / Basic Instinct 2 (Майкл Кейтон-Джонс)
- 2007 — Вечер / Evening (Лайош Кольтаи)
- 2008 — Герцогиня / The Duchess (Сол Дибб)
- 2010 — Хищники (Нимрод Антал)
- 2014 — Рука на миллион (Крэйг Гиллеспи)
- 2015 — Бегущий в лабиринте: Испытание огнём (Уэс Болл)
- 2017 — Джуманджи: Зов джунглей (Джейк Кэздан)
- 2018 — Бегущий в лабиринте: Лекарство от смерти (Уэс Болл)